# Relicario de san Calminio

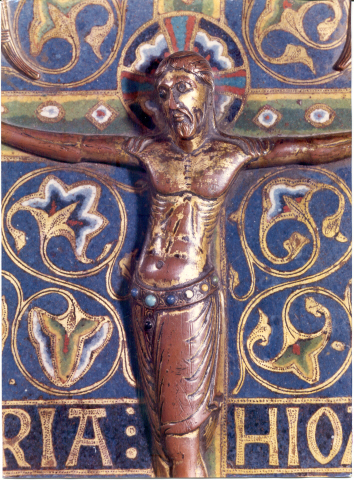
Detalle de la crucifixión en la arqueta.

El relicario de San Calminio (en francés conocido como châsse de saint Calmin) es un relicario en forma de caja que era el principal objeto del tesoro de la abadía de Mozac. Contendría los huesos de san Calminio y su esposa, santa Namadia.
La estructura es de madera y mide 81 × 24 cm x 45 cm. Se le han adosado catorce placas de cobre, que están esmaltadas usando la técnica del champlevé o campeado, en la que se tallan huecos en el metal, en los que se echa el esmalte antes de hornearlo. La caja tiene forma de iglesia sin transepto o coro. Está decorada con esmalte campeado de Limoges, representando escenas de la vida del santo y de su mujer, en particular la fundación de las tres instituciones y su funeral.
Se exponía de forma permanente en el brazo sur del transepto de la iglesia abacial. Fue escondido y salvado en 1789 durante la revolución francesa por una persona del lugar y el consejero municipal Jean Ozenne (1756–1832). Actualmente se encuentra en el Museo Dobrée.